# Époque contemporaine
« Histoire contemporaine » redirige ici.  Pour la tétralogie littéraire, voir Histoire contemporaine (Anatole France).
La notion d'époque contemporaine est différente selon les pays.
Les historiens, français et européens non britanniques, font commencer l'époque contemporaine, en tant que période de l'histoire de France ou de l'histoire de l'Europe, soit en 1789 (début de la Révolution française), soit en 1792 (abolition de la monarchie et proclamation de la république), cette période historique se prolongeant jusqu'au présent. Cette période est marquée par la révolution industrielle, la républicanisation des États, l'abolition de l'esclavage et les guerres mondiales.
Dans le monde anglo-saxon notamment, l'époque contemporaine couvre environ les quatre-vingts années qui précèdent l'année en cours, ou encore la période de 1945 à nos jours (contemporary history). Il s'agit de la période pour laquelle des personnes vivantes, en nombre significatif, peuvent témoigner des événements historiques, politiques, économiques et sociaux, et où la trace de ces événements reste relativement vivace dans les mémoires et la transmission orale. Cette période correspond à l'ère atomique et à l'ère de l'informatique, ainsi qu'à la décolonisation et à la guerre froide.

## Fin de l'Ancien Régime, empires coloniaux et industrialisation
Selon les historiens français, la période contemporaine commence sur le plan politique, en France, avec les conséquences de la Révolution française voire avec le Premier Empire français.
Elle est marquée par la fin de l'Ancien Régime : aux monarchies absolues vont succéder les tentatives impériales et la tentative de monarchie constitutionnelle (la Restauration). Néanmoins, la révolution de 1848 et l'éphémère Commune de Paris montrent l'aspiration du peuple à un régime différent. C'est vers la fin du XIXe siècle, avec la troisième République née de la défaite de Sedan et de la perte de l'Alsace et de la Moselle, mais aussi de la répression contre les communards, déportés au bagne, que la république s'installe durablement dans les consciences.
Mais sur le plan socio-économique, l'époque contemporaine est avant tout fille de la deuxième révolution industrielle : la domination sans partage de l'Empire britannique sur le monde, favorisée au début de la période par la disparition précoce du rival français avec le Premier Empire, résulte elle-même de cette révolution et achève le processus de compétition engagé entre les deux puissances au XVIIe siècle.
Ainsi, en 1880, le Royaume-Uni assure à lui seul les deux tiers de la production industrielle mondiale. Il est bientôt rejoint par les autres nations européennes : c'est la naissance des sociétés industrielles modernes.
Néanmoins, la rivalité entre ces nations n'est pas finie : concernant la France et le Royaume-Uni, elle se poursuit à travers l'aventure coloniale. Celle-ci amène les Français à s'emparer de la majeure partie de l'Afrique occidentale et du Maghreb, principalement après le premier tiers du XIXe siècle, alors que les Britanniques sont maîtres de la majeure partie de l'Asie, notamment de l'Inde, et du Proche-Orient.
C'est à cette période que le monde entier s'« européanise », contre son gré, pour près d'un siècle : ainsi en va-t-il de la Côte d'Ivoire, achetée quelques barils de poudre et dizaines de fusils sous Louis-Philippe.
Les empires non européens, tels l'Empire ottoman ou plus tard la Chine (l'empire du Milieu), sont incapables de s'adapter et disparaissent durant la première moitié du XXe siècle. Quel contraste alors avec le Japon, qui s'ouvre au monde occidental dès 1868 et devient une puissance importante, victorieux sur mer contre la Russie tsariste en 1905.

## États modernes, sociétés industrielles et idéologies
L'Europe, elle, est marquée au XIXe siècle par la naissance des « États modernes » (à ne pas confondre avec les États de l'époque moderne), naissance qui traduit les mutations techniques, économiques et sociales importantes de la deuxième révolution industrielle.
L'unité de l'Italie (1870), puis de l'Allemagne (1871) sont suivies, plus tard en raison des résistances du pouvoir à la modernité, par la révolution d'Octobre en Russie (1917).
Aux inégalités de l'Ancien Régime succèdent de nouvelles, fondées sur le capital. Les changements économiques, surtout, ont amené des couches sociales urbaines prospères à vouloir participer au pouvoir. Mais à côté d'elles, un prolétariat ouvrier qui est lui aussi – fait nouveau – urbain, se développe. L'action sociale est d'abord le fait de certains patrons, soucieux du bien-être de leurs ouvriers : ce sont les racines de la « démocratie chrétienne » européenne. Dans l'ensemble, le progrès social est important mais en deçà des espérances du peuple. C'est surtout l'essor du syndicalisme qui permet à ce dernier d'atténuer les difficultés de l'existence.
L'ouverture politique vers le peuple est quant à elle longue à venir : c'est, en France, l'histoire de la conquête du suffrage universel. En France, également, naît l'idée de la séparation de l'Église et de l'État, consommée au début du XXe siècle et celle d'une société laïque, qui libérerait l'individu d'une partie du poids de la société…
De nouvelles idées, également, portent les espoirs ou les frustrations des populations. Alors que les grandes idéologies du XXe siècle – capitalisme, marxisme, anarchisme même – sont définies et constituent des mouvements, les frontières des États européens se déplacent pour trouver leur forme actuelle.
Ceci implique le plus souvent la guerre, justifiée par les nationalismes et plus meurtrière qu'elle ne l'avait jamais été : cette tendance trouve son aboutissement avec les guerres mondiales au XXe siècle.

## Guerres mondiales et totalitarismes
Au XXe siècle, à la Première Guerre mondiale déclenchée par l'Autriche-Hongrie à la suite de l'attentat de Sarajevo, succède rapidement la Seconde Guerre mondiale née des conséquences de la crise économique de 1929 en Allemagne et de l'amertume suscitée par les exigences du traité de Versailles. Ces conflits bouleversent le monde entier et achèvent d'épuiser l'Europe qui perd sa domination au profit des États-Unis et de l'Union soviétique.
La période est aussi marquée par les grands totalitarismes de tout bord : le fascisme italien des années 1930, le franquisme en Espagne, le stalinisme en Union soviétique, ou encore le maccarthisme aux États-Unis pendant les années 1950. Paroxysme des régimes « inhumanisés », le national-socialisme qui triomphe en Allemagne avec l'arrivée d'Adolf Hitler au pouvoir en 1933, qui élabore et met en pratique la première doctrine d'élimination systématique de populations avec la Shoah. Celle-ci a comme conséquences directes l'exode des Juifs hors d'Europe et, après la Seconde Guerre mondiale, la création de l'État d'Israël.
Les progrès techniques nourrissent les conflits et s'accélèrent avec eux : l'armement moderne s'appuie sur les chars et bientôt, sur la domination du ciel. Les premières armes chimiques, employées par les États-majors français et allemand en 1914-1918 sont les gaz. La bombe nucléaire, mise au point pendant la Seconde Guerre mondiale et expliquée par la théorie de la relativité d'Albert Einstein, constitue la première arme de destruction massive à même de rendre toute vie impossible sur la planète.

### Première Guerre mondiale
La Première Guerre mondiale est un conflit qui oppose principalement la France et l'Allemagne. Cette guerre dura 4 ans (de 1914 à 1918). On la surnomma « la Grande guerre » ou « La Der des Ders ». Ce conflit armé mobilisa plus de 60 millions de soldats et fit entre 10 et 15 millions de victimes.

### Entre-deux-guerres
En Europe, les idéologies extrémistes gagnent du terrain dans plusieurs pays. Le dictateur fasciste italien Benito Mussolini accède au pouvoir en 1922. En Allemagne, Adolf Hitler est nommé chancelier en 1933. La guerre civile fait rage en Espagne et en 1939, Francisco Franco, un troisième dictateur fasciste, dirige le pays.
La crise économique de 1929 affecte le monde entier.

### Seconde Guerre mondiale
En 1939, la coalition franco-britannique, opposée aux ambitions d'Hitler, affronte l'Allemagne nazie dans une guerre qui s'étend bientôt. En effet, l'Union soviétique et les États-Unis s'impliquent dans le conflit en 1941, à la suite de l'invasion de l'URSS (opération Barbarossa) rompant le pacte germano-soviétique pour les premiers, et l'assaut livré par l'aviation japonaise contre la flotte Pacifique américaine (attaque de Pearl Harbor) pour les seconds.
La Seconde Guerre mondiale oppose les Alliés (États-Unis, Royaume-Uni, Canada et Commonwealth, Union soviétique…) à l'Axe (Allemagne, Japon…). Elle s'achève en 1945, d'abord en Europe après la victoire soviétique à la bataille de Berlin et le suicide d'Hitler, puis définitivement avec la capitulation du Japon à la suite des bombardements nucléaires américains sur Hiroshima et Nagasaki. Le monde se voit alors pourvu d'un équilibre nouveau, dominé par les États-Unis et l'Union soviétique.
Entre 50 et 70 millions de personnes meurent dans ce conflit.

## Guerre froide, émancipation du tiers-monde, et naissance de la construction européenne
Dans le même temps que prend fin la domination européenne sur le monde avec l'émergence des mouvements indépendantistes au sein des territoires colonisés, les États-Unis et l'Union soviétique se trouvent face à face à en 1945 (conférence de Potsdam) et s'engagent dans un conflit idéologique qui divise le monde en deux « blocs » antagonistes pendant près d'un demi-siècle : la guerre froide.

### Doctrine des blocs et construction européenne
Le discours de Fulton aux États-Unis et la mise en place du bloc de l'Est ainsi que le rapport Jdanov du côté soviétique mettent en place la doctrine des blocs qui divise le monde en deux camps – opposant le « monde libre » pro-américain et le « bloc communiste » pro-soviétique, séparés l'un de l'autre par le « rideau de fer ». L'Ouest s'organise militairement avec le traité de l'Atlantique nord, auquel l'Est répond rapidement par le pacte de Varsovie. Les deux blocs sont engagés dans la « guerre froide » ; livrés à une course aux armements jusqu'à atteindre l'équilibre de la terreur, ils font prévaloir la dissuasion nucléaire et les conflits indirects, par États interposés.
Parallèlement, l'Europe occidentale, sous la protection des Américano-britanniques, innove avec la première tentative politique de rapprochement entre des États rivaux pour asseoir la paix. C'est la naissance de l'Union européenne, qui est le fait de la France, de l'Italie, du Benelux et de l'Allemagne de l'Ouest avec la CECA, à l'initiative des démocrates-chrétiens.

### Décolonisation et émergence du tiers-monde
La contestation du colonialisme par les populations placées sous tutelle naît pendant l'entre-deux-guerres (Abd el-Krim au Maroc, Gandhi en Inde). Mais la mise à mal des métropoles pendant la Seconde Guerre mondiale favorise considérablement ce mouvement indépendantiste.
La vague d'émancipation en Asie (l'Indonésie avec Soekarno, le Viêt Nam avec Hô Chi Minh…) s'étend à l'Afrique (la Tunisie avec Habib Bourguiba, le Maroc avec le parti nationaliste de l'Istiqlal, les colonies britanniques du Soudan et du Ghana, le Congo belge, les colonies françaises du Mali, du Tchad et du Cameroun…).
Les leaders des pays nouvellement indépendants, désignés sous le vocable « tiers-monde » (ou « tiers monde ») par l'Occident à partir de 1952, s'allient dès 1955 (conférence de Bandung) pour affirmer leur place sur la scène internationale et prôner le non-alignement, tandis que leur victoire lors de la crise du canal de Suez (1956) et le fiasco américain de la guerre du Viêt Nam (1965-1973) discréditent l'image de supériorité des grandes puissances.

### Conflit israélo-palestinien
La découverte de la tentative du génocide du peuple juif par les nazis provoque un courant de sympathie pour la cause sioniste. L'État d'Israël est créé mais le partage de la Palestine de 1947, duquel il découle, est refusé par la population arabe. La Ligue arabe, l'OLP, sont autant d'alliances anti-sionistes destinées à lutter contre l'État juif. Les combats commencent dès décembre 1947. Les frontières des territoires israélien et palestinien fluctuent au gré des guerres israélo-arabes. Pendant l'exode palestinien de 1948, entre sept cent et sept cent cinquante mille Arabes palestiniens quittèrent ou furent expulsés de leurs villes et villages et se virent refuser tout droit au retour sur leurs terres.
Au sein de la Ligue arabe se constitue l'OPEP, usant de l'arme pétrolière pour faire céder l'Occident et notamment responsable de la crise économique de 1973 à la suite de l'embargo des exportations envers les puissances alliées à Israël.

## Fin de la guerre froide, globalisation et résistances

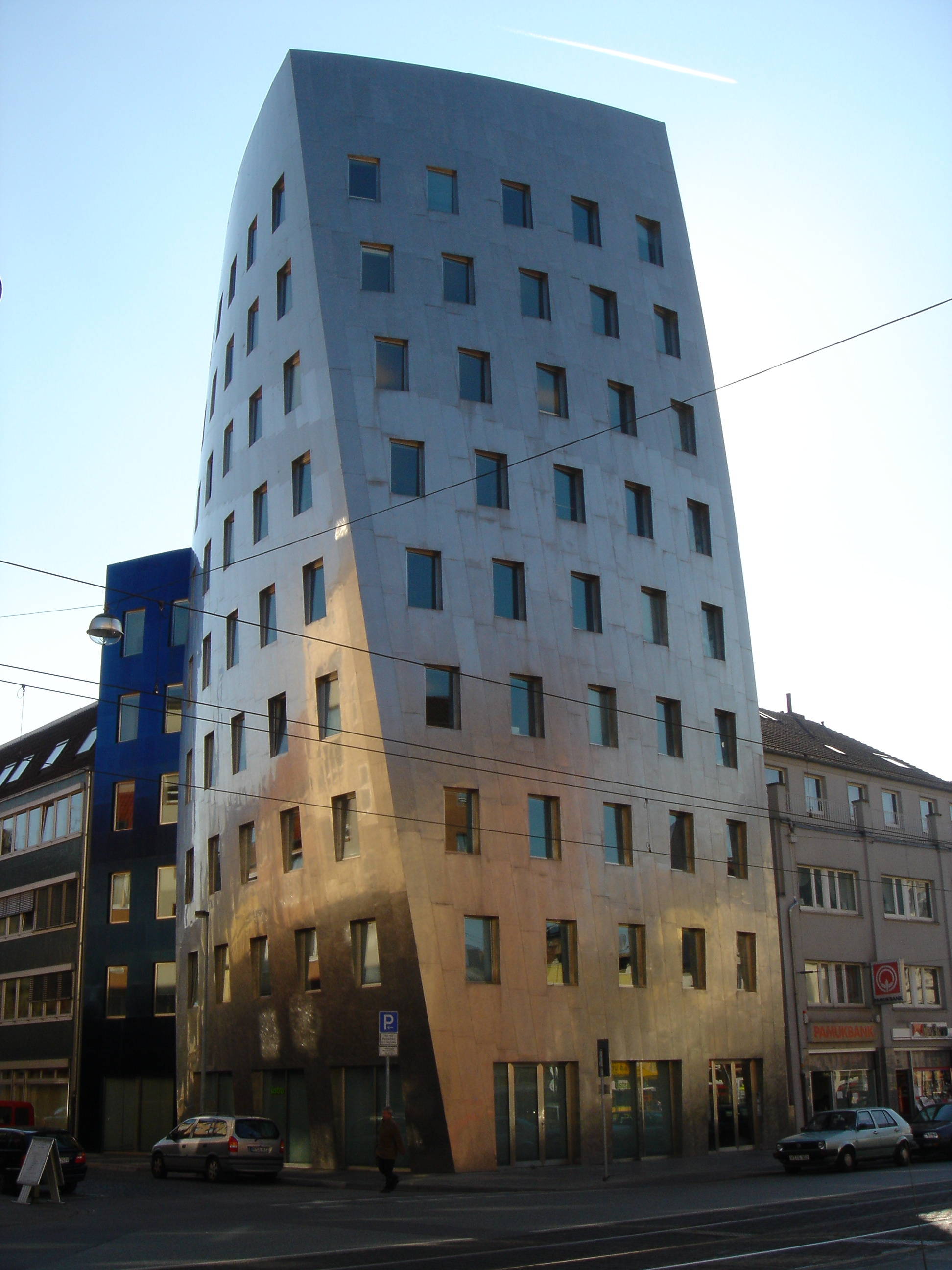
La tour Gehry de Hanovre illustre l'architecture contemporaine.

L'Histoire immédiate débute à la fin de l'empire soviétique qui, affaibli par la glasnost et la perestroïka entreprises à la fin des années 1980 par Mikhaïl Gorbatchev, s'effondre avec la chute du mur de Berlin (1989) puis avec la disparition de l'URSS (1991). Les États-Unis, désormais seule superpuissance, proclament le « nouvel ordre mondial ». Mais l'espoir de paix est vite déçu ; la guerre du Koweït est une démonstration de force du nouveau maître du monde.

### Crises économiques et politiques
Les difficultés économiques ont aggravé les déséquilibres entre les pays industrialisés et les autres, puis au sein des pays industrialisés eux-mêmes. La globalisation économique et culturelle suscite des résistances et a ses laissés pour compte. L'idéologie du Néolibéralisme, seule après la chute du bloc de l'Est et la « libéralisation » économique de la Chine laisse le champ libre aux firmes multinationales dans les années 1990. L'Amérique latine entre dans leur dépendance, alors que l'Afrique paye le prix de ne pas y être. Ce néolibéralisme est contesté par le mouvement de l'altermondialisme et par les « antimondialistes ».
En Europe et sur le plan national, la désaffection des pouvoirs politiques dans les démocraties occidentales provoque un recul des partis traditionnels du centre-gauche ou du centre-droit au profit des extrêmes ou des gouvernements populistes. En France, les première et deuxième cohabitation montrent l'incapacité de l'exécutif à satisfaire les électeurs. Sur le plan économique, le chômage est endémique et touche aux alentours de dix pour cent de la population active.

### Interventionnisme international, repli identitaire au Moyen-Orient, et guerre contre le terrorisme
Sur le plan international, tandis que la doctrine qui prône l'interventionnisme au nom des Droits de l'homme, portée un temps par l'Organisation des Nations unies, échoue à résoudre les derniers conflits européens en Bosnie-Herzégovine, puis au Kosovo, les États-Unis élargissent les missions de l'OTAN en 1997 et agissent seuls en « gendarmes du monde », sous l'influence du lobby néoconservateur. Dans le monde arabo-musulman, pour lequel le rapport du Programme des Nations unies pour le développement (PNUD) indique en 2002 que moins d'ouvrages y sont imprimés en langue arabe en un an que dans la seule Espagne, la religion avait d'abord été instrumentalisée au service de la résistance au colonialisme à travers le nationalisme pan-arabe.
Le développement de l'intégrisme religieux, comme facteur de repli identitaire, puis comme force politique contestataire à l'égard de régimes affaiblis par la corruption et par une faible ouverture démocratique, se traduit notamment par la Guerre Civile en Algérie (1992-2001). Mais les réseaux créés qui prônent l'application stricte de la Charia, c'est-à-dire d'une loi inspirée d'un Islam rigoriste au Moyen Âge et appliquée notamment en Arabie saoudite, sont aussi transnationaux. Ils font du terrorisme international une nouvelle force pour exporter leurs ambitions politiques. Après la prise de pouvoir des talibans en Afghanistan en 1997 dans l'indifférence générale, les attentats du 11 septembre 2001 sont attribués à l'organisation Al-Qaïda. Dès lors, les États-Unis et leurs alliés, sous l'impulsion des néoconservateurs au pouvoir à Washington, dénoncent l'« Axe du Mal » et placent le terrorisme islamiste comme nouvel ennemi de l'Occident. Ils entendent l'enrayer par tous les moyens, instaurant le concept de « Guerre contre le terrorisme ». C'est dans cette vision géopolitique nouvelle que s'inscrivent la guerre de l'Afghanistan (2001) et celle de l'Irak (2003-2006).
La prédominance des États-Unis, seule superpuissance sur la scène internationale après la disparition de l'Union soviétique, est contestée, au moins nominalement, par les déclarations en faveur. Dans ce sujet, coïncident souvent, quoique dans des termes très différents, de la position commune de la politique étrangère de l'Union européenne jusqu'à la plus agressive de l'Iranien Mahmoud Ahmadinejad ou le Vénézuélien Hugo Chávez (et d'autres dirigeants hispaniques comme Evo Morales en Bolivie).

## Sources
D'un point de vue historique, et dans une certaine mesure comme pour l'époque précédente, la période contemporaine implique une abondance de sources, notamment économiques, statistiques et démographiques.
Au XXe siècle, s'ajoutent les sources audiovisuelles qui transforment la discipline. L'historien doit opérer des choix stratégiques en ce qui concerne l'angle d'étude d'un sujet. La spécialisation des études est plus importante et la nécessaire recherche de l'objectivité est impérieuse.
Parmi ces sources, les données de l'INSEE, les articles de la presse quotidienne ou encore les archives de l'INA occupent pour la France une place privilégiée.

### Médias
- Rendez-vous avec X, émission radiophonique hebdomadaire qui s'intéresse à l'histoire contemporaine, animée par Patrick Pesnot sur France Inter